# Moulin de la Chaussée
Ne doit pas être confondu avec Moulin à eau de la Chaussée.
Le Moulin de la Chaussée   est un ancien moulin à eau à Saint-Maurice inscrit aux Monuments historiques.

## Situation
Le moulin est situé sur le bras de Gravelle entre le quai de la République et l’autoroute de l'Est, 100 mètres en amont du passage de ce bras sous l'autoroute donnant accès à son embouchure sur le cours principal de la Marne, à l’emplacement d'un ancien pont-canal construit vers 1860 remplacé par un pont de l’autoroute. Ce  bras secondaire de la Marne est régulé au milieu du XIXe siècle lors de la construction du canal de Saint-Maurice en reliant les ilots du lit de la rivière, remplacés par deux digues de part et d’autre du canal. 
Le canal comblé au début des années 1950 est remplacé par la route nationale 4 puis en 1973 par l’autoroute de l’Est.

## Origine du nom
Son nom provient de la chaussée empierrée qui reliait le chemin de Saint-Mandé (actuelle avenue du Maréchal de Lattre de Tassigny) à l’église paroissiale.
Il fut  nommé  à la fin du XVIIIe siècle et au début du  XIXe siècle « Moulin de la Charité » du nom des Frères de la Charité qui l’avaient acquis en 1768 et était également connu comme « Moulin François » du nom de la famille de meuniers qui l'exploitait jusqu'en 1972.

## Histoire
Le moulin mentionné dans un document en 1394 est reconstruit en 1650 sur piliers de pierre puis en 1779 avec adjonction de 2 étages et d’un grenier.  
En 1720, un pont à 4 arches est construit au nord (sur le bras de Gravelle). Une seule arche subsiste, les 3 autres ayant été détruites à la suite du rétrécissement du bras de Gravelle lors de la construction du canal de Saint-Maurice.  Un deuxième pont est construit en 1787 côté sud avec un logement de meunier détruit vers 1900 lors de la création du quai de la République.
Le moulin est acquis en 1778 par les religieux de la Charité, derniers seigneurs de Saint-Maurice, et affermé au meunier Louis Sulpice Sébastien François contre une redevance en nature. La famille François achète le moulin à l'État en 1844. 
En 1898,  la roue à aubes pendante est remplacée par une roue à aubes fixe couplée à une machine à vapeur actionnant 3 appareils de broyage par l’intermédiaire d’un mécanisme convertisseur. 
Le moulin  est reconstruit avec 2 étages supplémentaires en 1904 à la suite d’un incendie.
La famille François exploite le moulin jusqu’à son expropriation en 1972 pour la construction d’une bretelle d’autoroute  
L’édifice est préservé à la suite de l’action d’une association locale et de la Fédération française des amis des moulins qui rachète l’édifice en 1982 et réalise les premiers travaux de sauvegarde. Cette même année, l'édifice sera partiellement inscrit au titre des monuments historiques.
Le moulin est racheté par la commune en  1991. Après une campagne de travaux de restauration de 1992 à 1995, les locaux sont attribués en 2000 par le Conseil régional d’Île-de-France au Centre de formation universitaire par l’apprentissage.
Depuis 2014 le moulin est également le siège de la Fédération française des associations de sauvegarde des moulins.

## Description
Le moulin comprend 4 étages carrés élevés en travées. Le gros œuvre est en moellons calcaires couvrant des pans de bois.
La construction en colombages d’une seule travée de 4 étages surmontée d'un toit pointu, accolée au mur ouest est un élément datant de la restauration de la fin du XXe siècle. 
La roue à aubes préservée ne fonctionne plus.